# Miquel Ros i Saballs
Miquel Ros i Saballs (Palafrugell, 1942 – 25 de febrer de 2016) fou un dibuixant i caricaturista català. Professionalment, es dedicà al sector bancari, treballar a la Caixa Rural de Girona i a Caja Madrid. Des de la dècada del 1980 va ser col·laborador de diverses publicacions d'àmbit local i comarcal, com la Revista de Palafrugell i El Punt Avui. Va destacar pels seus dibuixos amb ploma i tinta xinesa i les seves caricatures i acudits. El 1980 va rebre el premi Tramuntana de dibuix en el marc del concurs Vila de Palamós, i també va ser premiat en concursos de dibuix de diverses ciutats franceses. El 2004 va ser un dels il·lustradors del llibre Els Borbons en pilotes i el 2013, de Les pilotes dels Borbons. Va participar activament en l'anuari Crònica d'un any, de Palafrugell, on va il·lustrar les seves portades i els personatges del mes de l'obra. Exposà les seves obres en nombroses exposicions i algunes de les seves obres van formar part del projecte Arteca. Ros va morir a Palafrugell el 25 de febrer de 2016 als 73 anys víctima d'una malaltia.